# Caigua Airport
Caigua Airport är en flygplats i Bolivia.   Den ligger i departementet Tarija, i den södra delen av landet, 280 km sydost om huvudstaden Sucre. Caigua Airport ligger 514 meter över havet.
Terrängen runt Caigua Airport är huvudsakligen kuperad, men den allra närmaste omgivningen är platt. Runt Caigua Airport är det mycket glesbefolkat, med 7 invånare per kvadratkilometer..
I omgivningarna runt Caigua Airport växer i huvudsak lövfällande lövskog.